# Clásico de Barrio Obrero
El Clásico de Barrio Obrero es el partido en el que se enfrentan los dos clubes más importantes y populares del Barrio Obrero de la capital paraguaya, el club Cerro Porteño y su vecino, el club Nacional.
Desde que Sol de América cambió de sede, y dado que el Atlántida no disputa la primera división hace décadas, surgió una rivalidad entre los clubes de Primera División del barrio, en la cual los azulgranas hacen alarde de su popularidad, sus títulos y su historial y los tricolores de ser el único equipo paraguayo que no sea el club Olimpia en haber alcanzado una final internacional en 2014.
A pesar de ser un encuentro histórico, la rivalidad no es tan encarnizada como la que mantiene Cerro Porteño con el Club Olimpia, pero los grandes resultados deportivos del Club Nacional en los últimos tiempo han avivado esporádicamente dicha rivalidad entre vecinos, generando ambientes importantes en los estadios de ambos, La Olla Azulgrana o el Arsenio Erico.

## Historia

### Inicios (1913-1940)
Cerro Porteño hizo su debut en los torneos de la Liga Paraguaya de Football ganando en forma invicta el campeonato de 1913 cuando apenas transcurrieron 10 meses de su fundación. Por entonces, Nacional ya se había adjudicado los campeonatos de 1909 y del 1911 y mantenía la misma base de esas conquistas. El Ciclón en su primer partido en la primera división enfrentó y goleó a los tricolores por 5-0. Fue un resultado sorpresivo teniendo en cuenta los quilates que poseía el conjunto albo, y con esa victoria el Azulgrana avisaba que sería gran protagonista en el futuro.
En 1918 nace la segunda versión del mote de “Ciclón” para los cerristas luego de que superara a Nacional en la final de ese campeonato en tres cotejos extras. Resulta que quedaron empatados Cerro Porteño y Nacional en 21 puntos y definieron el campeonato en tres partidos. En los dos primeros empataron 1-1 y 1-1. En la finalísima jugada el domingo 26 de enero de 1919 venció Cerro 4-2 en gran remontada. La Academia se imponía fácilmente por 2-0 a falta de 15 minutos para que concluyera el encuentro cuando se produjo la reacción cerrista, anotando cuatro goles consecutivos en solo 12 minutos. Allí surgió la segunda versión de “Ciclón” para los azulgranas.
En 1924 tuvo su advenimiento el inmortal apelativo de “La Academia” para Nacional. El Tricolor ganó el campeonato de ese año sustentado por un equipazo con jugadores de la talla del arquero Modesto Denis, José León Miracca, Francisco Aguirre, el capitán y a la vez entrenador (como se destilaba en aquella época) Manuel Fleitas Solich, Bartolomé Brizuela, los hermanos Fulgencio y Pasiano Sosa Urbieta, Julio Ramírez, Carlos Munt y Enrique Erico, hermano menor del gran Arsenio. El conjunto albo dio la vuelta olímpica del año 24 justamente ante Cerro Porteño, al superarlo por 3-0, el domingo 24 de setiembre en Para Uno, con goles de Ramírez, dos veces, y de Aguirre. Esa tarde el arquero nacionalófilo Denis detuvo un penal al cerrista Capdevila cuando estaba el marcador en blanco.

### Paso de Arsenio Erico por el club Nacional.
Casi al final de la primera rueda de 1942 Nacional tuvo la posibilidad de repatriar a Arsenio Erico, atendiendo una pausa en el fútbol argentino, ya que el jugador era integrante del equipo de Independiente de Avellaneda. El jueves 4 de junio el gran Arsenio llegó al país y el martes 9 su ficha fue registrada en la LPF a favor del Albo. El domingo 21 de junio, en la disputa de la novena y última fecha de la rueda inicial, se produce el retorno del gran Arsenio a La Academia. Fue en el partido que Nacional enfrentó y ganó a Libertad, 2-1, en cancha de Olimpia. Al final del campeonato terminaron igualados Cerro y Nacional con 26 unidades. La Liga estipuló la realización de dos encuentros extras entre nacionalófilos y azulgranas para determinar al campeón.
En el partido de ida ganó el Tricolor por 3-0, en el estadio de La Liga, y Erico fue autor de un tanto.
La inclusión de Arsenio en el equipo albo motivó la protesta de los cerristas, que reclamaron los dos puntos perdidos, argumentando que un mismo jugador no podía fichar por dos clubes en una misma temporada. Luego de muchas y turbulentas reuniones, el Tribunal de Justicia determinó que se mantenga el resultado a favor del Tricolor argumentando que ese reglamento solo debía ser aplicado para los equipos participantes del torneo local. Disconforme con el fallo Cerro Porteño se retiró del campeonato, suscitando los más diversos comentarios entre los aficionados. Erico de esa manera daba por primera y única vez la ansiada vuelta olímpica con su amada Academia.

### Segunda mitad delsigloXX(1969-1999)
En la temporada de 1969 Guaraní obtuvo el campeonato mucho antes de concluir la competencia y Cerro Porteño y Olimpia emprendieron la carrera por la obtención del vicecampeonato que daría a uno de los dos clubes el pase a la Copa Libertadores acompañando al Aborigen. Faltando una fecha para la conclusión del torneo, Nacional con un equipo lleno de debutantes venció al Ciclón por 2-1, en Para Uno, sacándole toda posibilidad de alcanzar la segunda posición. Los dos goles de La Academia fueron obras de Celso Báez, quien justamente hacía su estreno esa noche en la división principal.
En el campeonato de 1995 Cerro Porteño obtuvo su pase a la final de la competencia superando a Nacional en dos cotejos en la etapa semifinal. El Azulgrana triunfó por 3-2 en la ida y 2-1 en el cotejo de vuelta. Sin embargo el equipo cerrista claudicó en la final ante Olimpia.
Nacional tras una horrible campaña, termina descendiendo junto a Libertad en 1998 a la División Intermedia, volviendo recién para la temporada 2004.

### Últimos Años
En la 22ª y última ronda del torneo Apertura del 2011 Nacional y Olimpia llegaron a esa ronda definitiva peleando palmo a palmo el cetro del campeonato; los albos con 44 puntos y el Decano con 42. Olimpia debía enfrentar a 3 de febrero en Ciudad del Este y el Tricolor al Ciclón en la Olla azulgrana.
Ambos partidos se jugaron en horario simultáneo y al término de las primeras etapas, ganaba el franjeado en el Este 1-0 y en barrio Obrero empataban sin abrirse el marcador. Con ese resultado igualaban ambos en 45 puntos y no había campeón. Sin embargo sobre los 9 minutos de la complementaria Cerro llega al gol por intermedio de Francisco García y con ese resultado el Decano se consagraba monarca del torneo.
Lo que ocurrió posterior al tanto azulgrana fue lo más extraño que ocurrió en nuestro fútbol, ya que García, al darse vuelta para festejar su gol, no encontró a ningún compañero para compartir y, es más, algunos hasta llegaron a reprocharle al goleador, mientras la hinchada cerrista acompañaba con un cerrado silbido, en vez de gritar la conquista. Por fortuna para García, Olimpia perdió 3-2 y el Albo dio vuelta el marcador, anotando dos tantos, para dar la vuelta olímpica.
En el año 2014, Nacional llega de manera histórica a una final de Copa Libertadores contra el equipo argentino San Lorenzo de Almagro en la cual termina derrotado por un global de 2-1.
En los últimos años y luego que la academia jugará la final de la libertadores 2014, han cesado las buenas relaciones entre las hinchadas de ambos clubes en razón a que los fanáticos de Nacional echan en cara a los del ciclón el hecho de haber alcanzado una final continental por contraposición a los seguidores del club más popular del Paraguay nunca han podido ver a su equipo jugando una final de esa índole, además los albos quitan en cara a los azulgranas que estos últimos tampoco han alcanzado la final en la nobel copa Paraguay en donde los académicos por su parte, han llegado en dos ocasiones hasta esa instancia y, en ambas ocasiones han perdido.

## Palmarés
A continuación se expone una tabla comparativa de competiciones nacionales e internacionales oficiales ganadas por ambos clubes. No se cuentan competiciones de carácter amistoso:
| Competencia                  | Cerro Porteño | Nacional |
| ---------------------------- | ------------- | -------- |
| Primera División de Paraguay | 34            | 9        |
| Copa República               | 3             | 0        |
| Plaqueta Millington Drake    | 2             | 4        |
| Total                        | 39            | 13       |